# Virgin-Islands-Nationalpark
Der Virgin-Islands-Nationalpark befindet sich auf den beiden karibischen Inseln Saint John und Hassel, die zu den amerikanischen Jungferninseln gehören. Nachdem die Tourismusbranche St. John für sich entdeckt hatte, wurde der Nationalpark 1956 zum Schutz vor der drohenden Kommerzialisierung gegründet.
In dem Nationalpark findet man geschützte Buchten mit kristallklarem Wasser, der Küste vorgelagerte Korallenriffe mit dem dazugehörigen Leben, Sandstränden mit schattenspendenden Kokosnusspalmen sowie das hügelige und mancherorts gebirgige Hinterland der Inseln mit dichten tropischen Wäldern, die Lebensraum für mehr als 800 Pflanzenarten sind. Zu dieser natürlichen Vielfalt gesellen sich Relikte der präkolumbischen Bevölkerung, dänische Zuckerplantagen aus der Kolonialzeit sowie Zeugnisse der Sklaverei. Das Gebiet wird vom National Park Service administriert.

## Geographie

### Lage
Der Nationalpark hat eine Gesamtgröße von etwa 52 km² und liegt etwa 80 km östlich der Insel Puerto Rico entfernt im Karibischen Meer. Der größte Teil des Nationalparks befindet sich auf der 14 km langen und 8 km breiten Insel St. John, deren Fläche der Park zu über zwei Dritteln einnimmt. Daneben gehören auch weite Teile der vorgelagerten Küste sowie fast die gesamte Insel Hassel zum Gebiet des Nationalparks.

### Geologie
Bei St. John und Hassel handelt es sich um Vulkaninseln, die durch wiederholte starke über- und unterirdische Vulkantätigkeiten sowie der damit verbundenen sukzessiven Hebung des Meeresbodens entstanden sind, deren Ursache in großräumigen plattentektonischen Vorgängen liegt.

### Klima
Auf den Inseln herrscht subtropisches Klima, mit hoher Luftfeuchtigkeit und schwülen Nächten. Die jährliche Durchschnittstemperatur beträgt 26 °C, wobei die Temperaturschwankungen zwischen Sommer und Winter relativ gering sind. In der Regel fällt zwischen Juli und Januar mehr Regen, während der Frühling und Sommer trocken sind.

## Flora
Die ursprüngliche Vegetation von St. John wurde mit den Abholzungen durch die Dänen zerstört und durch exotische, eingeführte Pflanzen ersetzt. Als 1956 der Nationalpark geschaffen wurde, fand man nur noch sehr kleine Restbestände der ursprünglichen Vegetation vor. Die einheimischen Gewächse tragen Namen wie Kapok, Teyer Palme, Lignum vitae, wilde Frangipani, Bayrum, Meerwein und Gumbo Limbo. Zu diesen Bäumen und Büschen gesellt sich eine Vielzahl farbenprächtiger, ebenfalls einheimischer Orchideenarten. In trockeneren Teilen gedeihen Agaven und einige wenige Kakteenarten. In einigen seichten Meeresbuchten bilden die hochwurzeligen Mangroven dichte Wälder.

## Fauna
Einheimische Säugetiere sind lediglich die sechs verschiedenen Fledermausarten. Zur Beseitigung der Ratten, die mit den Schiffen der Einwanderer nach St. John gekommen waren, wurden bereits 1884 Mungos ausgewildert. Diese in Asien und Afrika weit verbreitete Schleichkatzenart ernährte sich jedoch entgegen jeder Hoffnung nicht von den Ratten, sondern von den Eiern bodenbrütender Vögel. 138 Vogelarten bevölkern heute die Inseln. Heimisch sind hier außerdem einige Echsen-, Frosch und Meeresschildkrötenarten sowie ungiftige Schlangen. Am vielfältigsten zeigt sich jedoch die Unterwasserwelt. Die Meeresfauna des subtropischen Flachmeers wird von einigen Korallenarten, Schnecken, Muscheln, Seesternen und vielen weiteren Meerestieren bewohnt.

## Tourismus

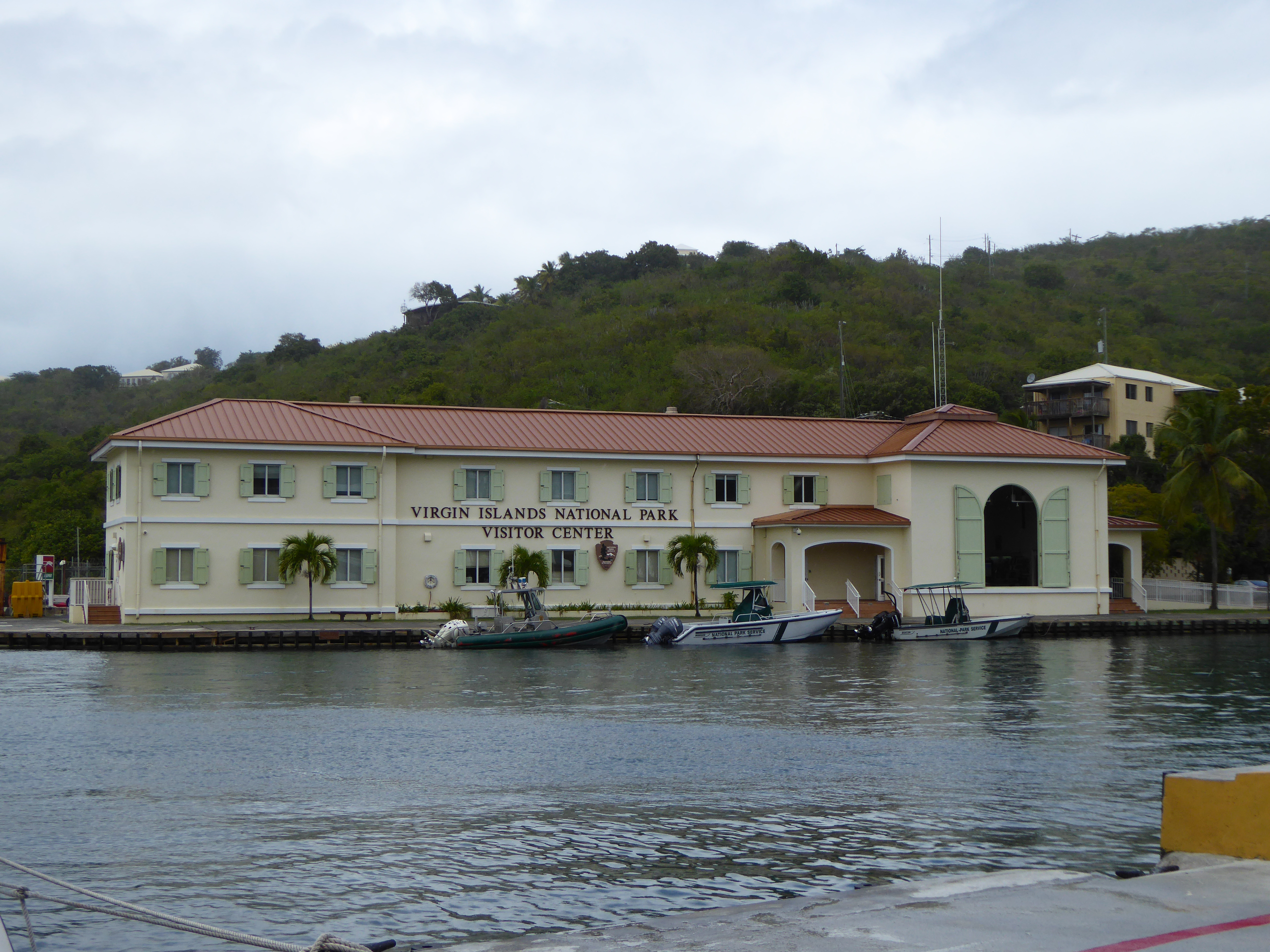
Cruz Bay Visitor Center (Tourismusinformation und Parkverwaltung)

Die meistbesuchten Ziele des Nationalparks sind Annaberg und die Trunk Bay. Die Trunk Bay bietet weiße Sandstrände und türkisblaue Buchten, in denen man Tauchgänge unternehmen kann. Daneben bietet der Virgin-Islands-Nationalpark mit seinen vielen Stränden, Korallenriffen, historischen Ruinen und Wanderwegen unzählige andere Möglichkeiten, den Park kennenzulernen und Aktivitäten wie Schnorcheln, Tauchen, Wandern oder Vogelbeobachtungen durchzuführen. Das Besucherzentrum befindet sich am Westende der Insel St. John am Hafen der kleinen Ortschaft Cruz Bay.
Der Nationalpark ist mit dem Flugzeug oder mit der Fähre zu erreichen. Auf der Insel St. John befinden sich mehrere Hotels. An der Cinnamon Bay befindet sich ein Zeltplatz.
Das vorgelagerte Virgin Islands-Korallenriff ist seit 2001 zugleich ein National Monument der Vereinigten Staaten.